# Cirksena

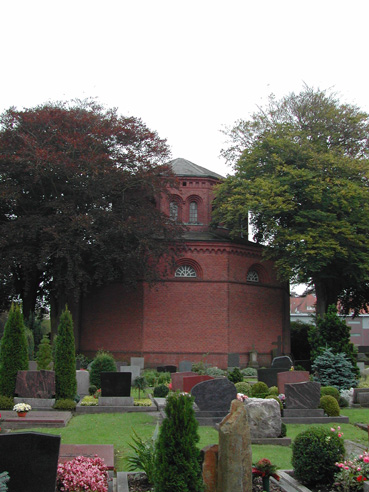
Het Cirksena-Mausoleum in Aurich

Cirksena is een Oost-Fries geslacht dat zijn wortels heeft in Greetsiel. Leden van het geslacht hebben een grote rol gespeeld in de geschiedenis van Oost-Friesland. De Cirksena's brachten het tot graaf, later rijksvorst in het Heilige Roomse Rijk. Hun streven om geheel Friesland onder hun gezag te brengen bleek uiteindelijk te hoog gegrepen.

## De Cirksena's in Oost-Friesland
De Cirksena's waren oorspronkelijk een van de vele hoofdelingengeslachten in Oost-Friesland. Net als de Groninger Ommelanden en Westerlauwers Friesland kende Oost-Friesland in de middeleeuwen geen effectieve landsheer. Het ontbreken van een landsheer in deze streken staat ook bekend als de Friese Vrijheid. Zonder enige vorm van centraal gezag vond bestuur alleen op lokaal niveau plaats. Daarbij hadden oorspronkelijk alle vrije boeren een aandeel in het bestuur, maar in de loop van de tijd wisten de rijkere geslachten een groter aandeel te verwerven. Geslachten die het in een heel dorp voor het zeggen wisten te krijgen, werden op den duur aangeduid als hoofdeling. Anders dan de traditionele feodale heer dankt de hoofdeling zijn positie dus niet aan een benoeming van hogerop, maar aan zijn eigen lokale machtsbasis.
Voor sommige hoofdelingen hield de horizon niet op bij de grens van het dorp. Door huwelijk en machtsvertoon kon een grotere machtsbasis bereikt worden. Het eerste geslacht dat aanspraak leek te maken op alleenheerschappij in heel Oost-Friesland was het geslacht Tom Brok. De aspiraties van Tom Brok liepen uiteindelijk stuk op het verzet van de hoofdeling Focko Ukena, die niet alleen bezittingen in Oost-Friesland had, maar ook kon beschikken over steun in de Ommelanden. Ukena op zijn beurt liep in Oost-Friesland vast op een verbond van hoofdelingen onder leiding van Edzard Cirksena. Cirksena werd vervolgens door de stad Hamburg het bestuur van de stad Emden gegeven, een stad die tot dan, 1439 feitelijk een Hamburgs protectoraat was. De familie Cirksena zou Emden tot 1595 beheersen.
Het oorspronkelijke geslacht Cirsena, afkomstig uit Berum was toen in de mannelijke linie al uitgestorven. Edzard was gehuwd met een dochter uit dat geslacht, ook de tweede echtgenote van zijn vader was een dochter uit het oorspronkelijke geslacht. Zowel Edzard als zijn halfbroer Ulrich namen de naam Cirksena aan. Na het kinderloze overlijden van Edzard erft Ulrich alle familiebezittingen, die hij door twee gunstige huwelijken nog weet uit te breiden. Ulrich wordt in 1464 door keizer Frederik III in de gravenstand verheven.
Het belangrijkste lid uit het huis Cirksena is Edzard de Grote (1462–1528). Tijdens zijn bewind had het graafschap zijn grootste omvang. Edzard wist zelfs tijdelijk de Ommelanden en de stad Groningen te onderwerpen en streeft naar heerschappij over heel Friesland, maar loopt stuk op de tegenstand van aanvankelijk eerst de hertog van Saksen en later keizer Karel V zelf, die als heer van alle Nederlanden, veel te machtig voor Edzard was.
In 1654 wordt de regerende Cirksena Enno Lodewijk door de keizer in de vorstenstand verheven. De laatste mannelijke nakomeling van Ulrich I, Karel Edzard sterft in de nacht van 25 op 26 mei 1744. Het graafschap wordt vervolgens in bezit genomen door Frederik de Grote, de koning van Pruisen.

## De Cirksena's in Rietberg
Van 1581 tot 1699 was een lid van het geslacht Cirksena ook heerser over het graafschap Rietberg. Graaf Enno III huwde met de Rietbergse erfdochter Walburg van Rietberg en regeerde er in een personele unie met Oost-Friesland. In 1600 stond hij het graafschap af aan zijn dochter Sabine Catharina. Deze huwde na pauselijke dispensatie met haar oom Johan III. Zowel Johan als Sabina waren katholiek, terwijl de Oost-Friese graven allen protestants waren. De laatste mannelijke nakomeling van het huis Cirksena in Rietberg, graaf Ferdinand Maximilian, stierf in 1687. Zijn erfdochter Maria Ernestine Francisca huwde in 1699 met 
Maximilian Ulrich van Kaunitz.

## Wapen

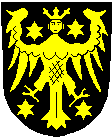
Wapen van Cirksena

Het wapen van de familie Cirksena bestaat uit een gekroonde gouden harpij, op een zwart veld. Dit motief is terug te vinden in meerdere verwante wapenschilden. In 1625 liet graaf Rudolf Christiaan het wapen van het graafschap vastleggen. Hier siert de adelaar het voornaamste wapenveld: linksboven. Het oude grafelijke wapen is tot op heden in gebruik als wapen voor Oost-Friesland.
De bovenste helft van het wapen van Emden kent ook de Cirksena-harpij. De Cirksena's resideerden tot de Emder Revolutie in 1595 in de stad Emden. Ook Delfzijl heeft het Cirksenawapen in zijn stadswapen opgenomen. Dit gaat terug tot de heerschappij van Edzard de Grote over Groningen. In het wapen van het landkreis Aurich, de residentie van de Oost-Friese graven is de Cirksena-harpij terug te vinden, net als in het wapen van de gemeente Krummhörn, waar de Cirksena's oorspronkelijk vandaan kwamen.
Door de band met het graafschap Rietberg is het embleem van de Cirksena's ook terug te vinden in het wapen van Rietberg.
Door de verbinding van Oost-Friesland en Rietberg is de Cirksena-harpij ook, zij het in omgekeerde kleuren, zwart op goud in plaats van goud op zwart, in het wapen van het vorstendom Liechtenstein te vinden: Gundacker van Liechtenstein huwde met de tweede dochter van graaf Enno III en Walburg van Rietberg, Agnes Cirksena, en maakte via die band aanspraak op het graafschap Rietberg.

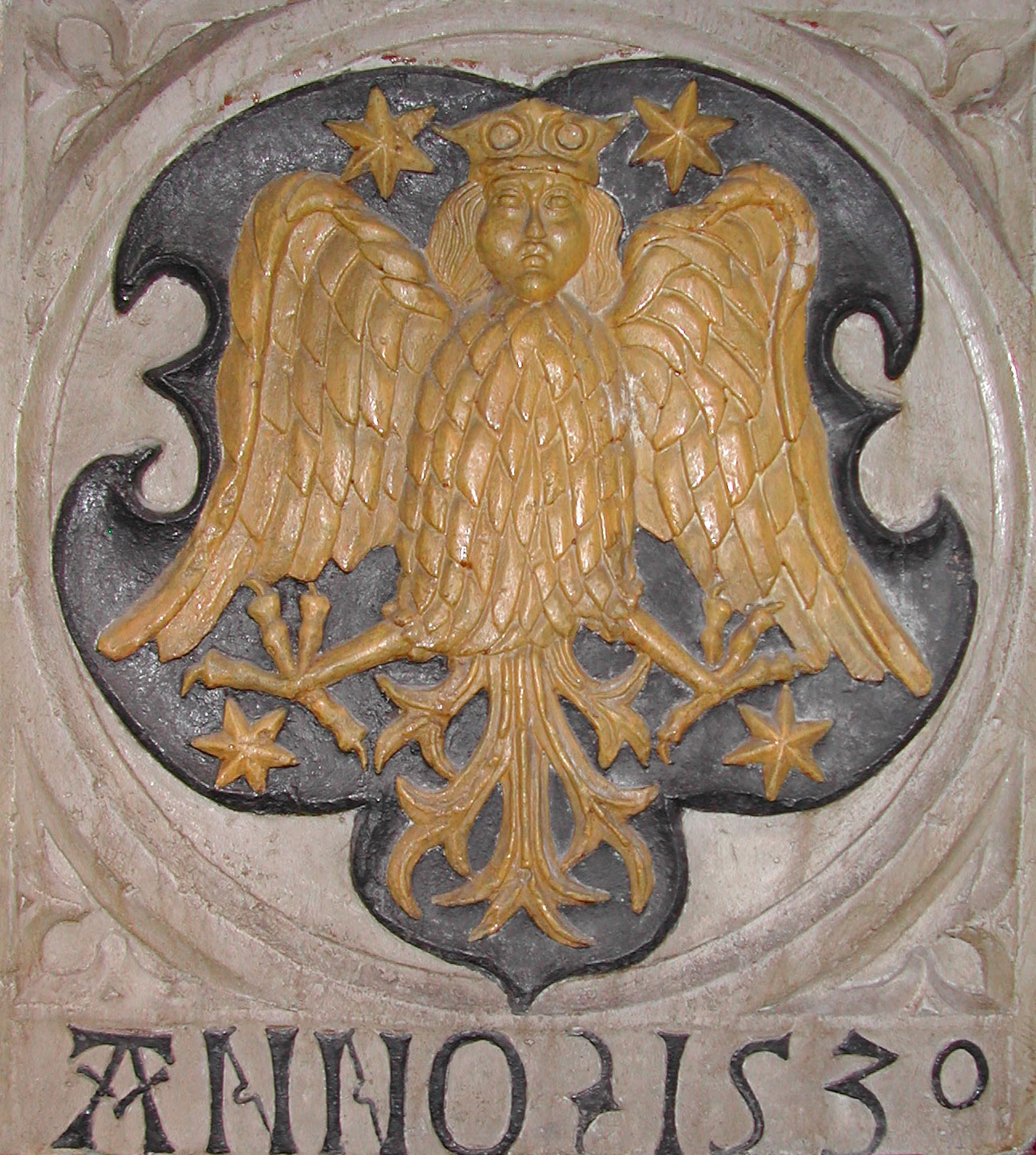
Wapen Cirksena
Wapen van Oost-Friesland
Wapen van Emden
Wapen van Delfzijl
Wapen van het Landkreis Aurich
Wapen van Liechtenstein
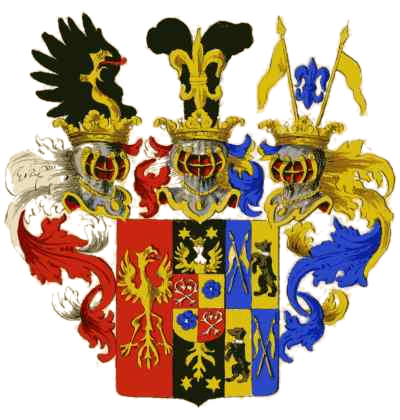
Wapen van Kaunitz-Rietberg
Wapen van Krummhörn

## Naam
De naam Cirksena is van Friese oorsprong en komt tot op heden als familienaam veelvuldig voor in Oost-Friesland. De naam is mogelijk afgeleid van de voornaam Tzirk.